# Мужская сборная Бахрейна по баскетболу 3×3
Мужская сборная Бахрейна по баскетболу 3×3 представляет Бахрейн на международных соревнованиях по баскетболу 3×3. Управляющим органом является Баскетбольная ассоциация Бахрейна.
По состоянию на 30 августа 2024, мужская сборная Бахрейна по баскетболу 3×3 занимает 92-е место в мировом рейтинге ФИБА мужских сборных по баскетболу 3×3.

## Результаты выступлений
| Турнир         | Золото | Серебро | Бронза | Всего |
| -------------- | ------ | ------- | ------ | ----- |
| Чемпионат Азии | —      | —       | —      | —     |
| Итого          | —      | —       | —      | —     |

### Чемпионат Азии по баскетболу 3x3
| Год             | Место          | Игры           | Победы         | Поражения      | Состав команды                                                              |
| --------------- | -------------- | -------------- | -------------- | -------------- | --------------------------------------------------------------------------- |
| 2013            | не участвовали | не участвовали | не участвовали | не участвовали | не участвовали                                                              |
| Улан-Батор 2017 | 12             | 2              | 0              | 2              | Naser Adel Al Mosawi, Mohamed Ameer H*****, Maitham J*****, Mohammed Q***** |
| 2018—н. в.      | не участвовали | не участвовали | не участвовали | не участвовали | не участвовали                                                              |